# 한교
한교(韓嶠, 1556년 ~ 1627년)는 조선 중기의 문신이다. 자는 사앙(士昻), 호는 동담(東潭)이다. 본관은 청주(淸州)이다.